# Teshio (Hokkaidō)
Teshio (jap. 天塩町, -chō) ist eine Kleinstadt im Landkreis Teshio in der Unterpräfektur Rumoi auf Hokkaidō.

## Etymologie
Der Name Teshio stammt von Ainu teshu-o, was „Fischwehr vorhanden“ bedeutet.

## Geografie
Teshio liegt an der Mündung des gleichnamigen, namensgebenden Flusses Teshio (天塩川, -gawa). Ein weiteres Gewässer ist der Kagami-numa (鏡沼, dt. „Spiegelteich“).

## Geschichte
1878 wurde Teshio zum mura (Dorfgemeinde) ernannt. April 1896 wurde das Rathaus errichtet. Am 1. April 1903 wurde Shosambetsu als eigenständiges Dorf ausgegliedert und am 1. April 1909 Horonobe. Am 1. April 1915 wurde es zur Gemeinde 2. Klasse und am 1. April 1924 zur Gemeinde 1. Klasse und Chō ernannt.

## Sehenswürdigkeiten
In Teshio befindet sich die 38,9 °C heiße Teshio-Onsen (天塩温泉).
Im Historischen Museum Teshio-gawa, das in einem roten Backsteingebäude untergebracht ist befindet sich das mit 3 Millionen Jahre älteste Fossil eines Grauwals weltweit.

## Verkehr
Teshio ist Endpunkt der Nationalstraße 232, deren anderes Ende Rumoi ist. Weiterer Anschluss besteht an die Nationalstraße 40 nach Asahikawa und Wakkanai. Präfekturstraßen die die Ortsgrenzen durchqueren sind die Präfekturstraßen 106, 256, 395, 484, 551, und 855.
Sämtliche frühere Zugverbindungen nach Teshio wurden eingestellt. Die 1987 vollständig eingestellte Haboro-Linie der staatlichen JNR nach Rumoi und Horonobe hielt an dem Bahnhof Sarakishi, dem Haltepunkt Kantaku, dem Bahnhof Teshio, dem Haltepunkt Naka-Kawaguchi, den Bahnhöfen Kita-Kawaguchi, Furaoi und dem Haltepunkt Sakukaeshi. Die Haboro-Linie diente ursprünglich dem Kohletransport.

## Wirtschaft
Hauptwirtschaftszweige von Embetsu sind die Fischerei – insbesondere Körbchenmuscheln – und Milchwirtschaft.

## Bildung
In Teshio befinden sich die Grundschulen Toshio, Sarakishi (更岸) und Kitaubushi (北産士), die Mittelschule Teshio, die kombinierte Grund- und Mittelschule Keitoku (啓徳), sowie die Oberschule Hokkaidō-Teshio.
Des Weiteren befindet sich in Teshio ein Versuchswald der Universität Hokkaidō.

## Städtepartnerschaften
Schwesterstadt von Teshio ist seit April 1984 Homer in Alaska. Seit Juli 1992 besteht mit dem russischen Tomari eine Städtefreundschaft. Bis 1945 gehörte dieses unter dem Namen Tomarioru zu Japan.

## Angrenzende Städte und Gemeinden
- Unterpräfektur Rumoi:
  - Embetsu
- Unterpräfektur Sōya:
  - Horonobe
- Unterpräfektur Kamikawa:
  - Nakagawa